# Robert Schrieffer
John Robert Schrieffer (31. maj 1931 - 27. juli 2019) var en amerikansk fysiker, der modtog nobelprisen i fysik sammen med John Bardeen og Leon Cooper for at udvikle BCS teori, der var den første succesfulde kvanteteori for superledere. I 2005 faldt Schrieffer i søvn mens han kørte bil, og han modtog en fængselsdom på 2 år for at have dræbt én og kørt syv personer ned.